# Aenigmachanna
Aenigmachanna ist eine Gattung kleiner Süßwasserfische, die in unterirdischen Gewässern der südindischen Westghats vorkommen und die mit den Schlangenkopffischen (Channidae) verwandt sind. Die beiden bis Sept. 2020 bekannten Arten der Gattung wurden erst im Jahr 2019 beschrieben. 

## Merkmale
Die Arten der Gattung Aenigmachanna ähneln äußerlich den Schlangenkopffischen, sind aber schlanker und bleiben mit Längen von weniger als 10 cm wesentlich kleiner. Wie die Schlangenkopffische haben sie ein großes Maul, Rundschuppen und ihre Nasenöffnungen sind röhrenförmig verlängert. Rücken- und Afterflosse sind sehr lang und ohne Hartstrahlen. Die Anzahl der Wirbel ist hoch; sie liegt bei Aenigmachanna bei 29 bis 32 Rumpf- und 29 bis 31 Schwanzwirbel. Die Anzahl der Branchiostegalstrahlen beträgt fünf.
Von allen anderen Kletterfischartigen unterscheidet sich Aenigmachanna unter anderem durch folgende Merkmale (Autapomorphien): Die Maxillare ist sehr lang und reicht nach hinten bis fast zum hinteren Rand des Präoperculums. Vor der Rückenflosse liegt eine Reihe von fünf Knöchlein (Supraneuralia oder Pterygiophoren ohne Flossenstrahlen). Die Anzahl der Seitenlinienschuppen liegt bei 83 bis 85, die Anzahl der Afterflossenstrahlen beträgt 40 bis 44. Die Schwimmblase ist kurz und reicht bis in den Schwanzflossenstiel, wie bei den Schlangenkopffischen. Ein Suprabranchialorgan im Kiemenraum, das aus einem reich gefalteten und gut durchbluteten Epithel besteht, und den Schlangenkopf- und Labyrinthfischen (Anabantoidei) ermöglicht, Luft zu atmen, fehlt.

## Arten
- Gollum-Schlangenkopffisch (Aenigmachanna gollum Britz, Anoop, Dahanukar & Raghavan, 2019)[2]
- Aenigmachanna mahabali Kumar, Basheer & Ravi, 2019[3]

## Systematik
Die Gattung Aenigmachanna wurde im Jahr 2019 mit der Erstbeschreibung des Gollum-Schlangenkopffischs eingeführt und zunächst den Schlangenkopffischen zugeordnet. Im gleichen Jahr wurde eine zweite Art der Gattung beschrieben, die damit nicht mehr monotypisch war. Genauere Untersuchungen ihrer Morphologie ergaben, dass sie sich von den Schlangenkopffischen doch recht stark unterscheiden und im September 2020 wurden sie in die eigenständige Familie Aenigmachannidae gestellt. Die evolutive Trennung der Aenigmachannidae von den Channidae erfolgte schon vor 34 oder 109 Millionen Jahren. Beide Familien sind aber Schwestergruppen und werden in die gemeinsame Unterordnung Channoidei eingeordnet.

## Belege
1. 1 2 3  Ralf Britz, Neelesh Dahanukar, V. K. Anoop, Siby Philip, Brett Clark, Rajeev Raghavan & Lukas Rüber: Aenigmachannidae, a new family of snakehead fishes (Teleostei: Channoidei) from subterranean waters of South India. Scientific Reports volume 10, Article number: 16081 (2020) doi: 10.1038/s41598-020-73129-6
2. 1 2  Ralf Britz, V.K. Anoop, Neelesh Dahanukar and Rajeev Raghavan. 2019. The Subterranean Aenigmachanna gollum, A New Genus and Species of Snakehead (Teleostei: Channidae) from Kerala, South India. Zootaxa. 4603(2); 377–388. DOI: 10.11646/zootaxa.4603.2.10
3. 1 2  Ravi, Charan; Basheer, V. S.; Kumar, Rahul G. (2019-07-17). Aenigmachanna mahabali, a new species of troglophilic snakehead (Pisces: Channidae) from Kerala, India. Zootaxa. 4638 (3): 410–418. doi:10.11646/zootaxa.4638.3.6